# بیلی بینگم
بیلی بینگم (انگلیسی: Billy Bingham; ۵ اوت ۱۹۳۱ – ۹ ژوئن ۲۰۲۲) بازیکن و مربی فوتبال اهل ایرلند شمالی بود.
از باشگاه‌هایی که در آن بازی کرده‌است می‌توان به باشگاه فوتبال گلنتوران، باشگاه فوتبال لوتون تاون، باشگاه فوتبال ساندرلند، باشگاه فوتبال پورت ویل، و باشگاه فوتبال اورتون اشاره کرد.
وی همچنین در تیم ملی فوتبال ایرلند شمالی بازی کرده‌است.